# Majed Nasser
Majed Nasser Humaid Bakheit (in arabo ماجد ناصر حميد بخيت‎?; Dubai, 1º aprile 1984) è un calciatore emiratino, di ruolo portiere.

## Carriera

### Club
Gioca come portiere nell'Al-Wasl Sports Club dal 2005 al 2012, quando decide di ritirarsi in seguito ad aver ottenuto venti giornate di squalifica per aver sferrato un pugno all'allenatore Quique Sánchez Flores durante una partita disputata contro l'Al-Ahli Club.

### Nazionale
Ha esordito nella Nazionale maggiore nel 2006.

## Palmarès

#### Competizioni nazionali
- Campionato emiratino: 4

Shabab Al-Ahli: 2013-2014, 2015-2016, 2022-2023, 2024-2025
- Coppa di Lega (Emirati Arabi Uniti): 4

Shabab Al-Ahli: 2014, 2017, 2019, 2021
- Coppa del Presidente degli Emirati Arabi Uniti: 2

Shabab Al-Ahli: 2018-2019, 2020-2021
- Supercoppa degli Emirati Arabi Uniti: 5

Shabab Al-Ahli: 2013, 2014, 2016, 2020, 2024